# Jartai (meteoryt)
Jartai (inna nazwa: Jilantai) – meteoryt kamienny należący do chondrytów oliwinowo-hiperstenowych L 6, którego spadek zaobserwowano w 1979 roku w regionie autonomicznym Mongolia Wewnętrzna, na północy Chin. Z miejsca spadku pozyskano 20,5 kg masy meteorytowej.